# Nationalpark Fulufjället
Der Nationalpark Fulufjället (schwedisch Fulufjällets nationalpark) in Dalarna umfasst den gesamten schwedischen Teil des Fulufjälls, eines Fjällgebirges an der norwegisch-schwedischen Grenze, und Teile des angrenzenden Tieflandes. Der Park ist der größte der schwedischen Nationalparks außerhalb Norrbottens und der südlichste Fjällnationalpark Schwedens. Er bedeckt 384,14 km² (davon 230,48 km² Wildniszone) und reicht von einer Seehöhe von ca. 500 m  bis auf 1042 m (Brattfjället). Das Parkgebiet ist Eigentum des Staates Schweden, die Parkverwaltung fällt aber in die Zuständigkeit der Provinzialregierung von Dalarnas län. Das bereits seit 1973 unter Naturschutz stehende Gebiet hat seit dem 19. Juni 2002 den Status eines Nationalparks. Auf norwegischer Seite schließt sich seit 2012 der 82,5 km² große Nationalpark Fulufjellet an.
190 km² in der Kernzone des Nationalparks gehören zu den von der European Wilderness Society zertifizierten Wilderness-Gebieten.

## Besonderheiten
Typisch für den Park sind kahle Bergregionen, urwaldartige Täler und steile Felswände sowie üppige Matten der Rentierflechte. Außerdem liegt mit dem 93 Meter hohen Njupeskär Schwedens höchster Wasserfall im Nationalpark. Eine archäologische Stätte ist der in der Mitte des Fjälls liegende Altarringen. Der Zweck dieses kreisförmigen Steingebildes ist noch nicht geklärt, es wird vermutet, dass es sich um eine Kultstätte oder auch eine alte Anlage zur Beizjagd handeln könnte. Im Nationalpark steht auch die wegen ihres hohen Alters bekannte Fichte Old Tjikko.

## Flora und Fauna
65 % des Nationalparks werden von Tundra bedeckt. Die Rentierflechte bildet hier besonders üppige Polster, da im Fulufjäll im Gegensatz zu den nördlicheren Fjällregionen Schwedens keine Rentiere weiden. Insgesamt kommen 815 Flechten- und Moosarten im Nationalpark vor. Darüber hinaus sind in der subalpinen Heide die Zwergbirke, Scheuchzers Wollgras und das Borstgras typisch. Die Ostflanke des Fjälls wird bis in eine Höhe von 700 bis 800 m von flechtenreichen Altwäldern mit bis zu 500 Jahre alten Kiefern dominiert. Diese Region wurde früher zwar teilweise als Sommerweide für Rinder und Ziegen genutzt, heute werden die Wälder jedoch nicht mehr bewirtschaftet. Die Vegetation der Schluchten zeichnet sich durch hohe Stauden von Wolfs-Eisenhut, Alpen-Milchlattich und Arznei-Engelwurz aus. Die tieferen Regionen im Osten des Nationalparks sind von Sümpfen und Taigavegetation geprägt.
Im Fulufjäll steht die Fichte Old Tjikko, die dasselbe genetische Material wie 9500 Jahre altes Totholz an ihrem Fuß aufweist. Sie wird daher manchmal als „ältester Baum der Welt“ bezeichnet.

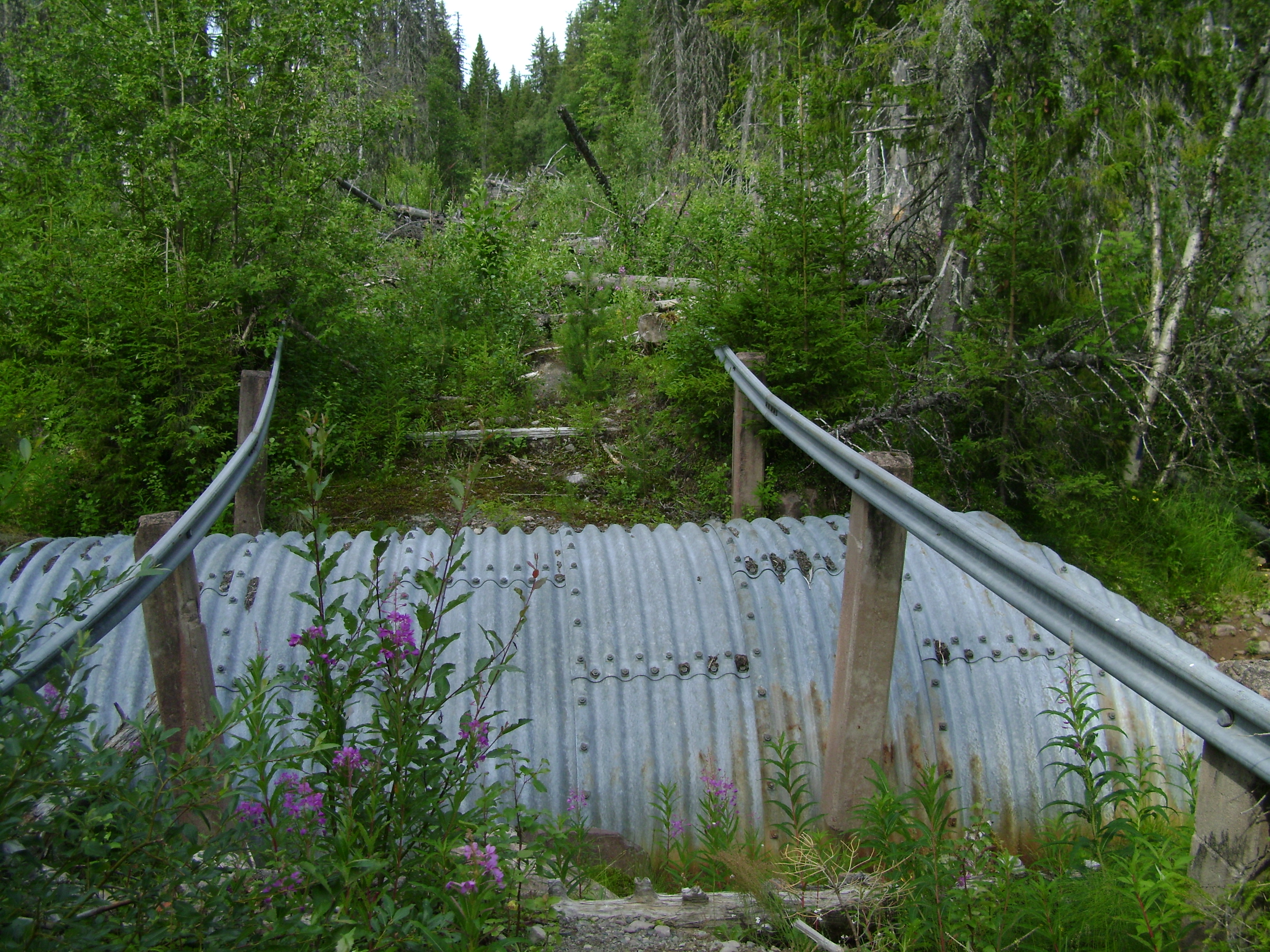
Durch die Flutwelle 1997 zerstörte Straße im Göljån-Tal

Bemerkenswert sind ferner die großen Totholzmengen, die durch eine große Flutkatastrophe im Jahr 1997 entstanden und heute ein wertvolles Biotop darstellen. Ende August fielen hier innerhalb von 24 Stunden bis zu 400 mm Regen, die höchste je in Skandinavien gemessene Menge, was zu großen Bergstürzen und Überschwemmungen führte. Besonders betroffen war der Fluss Göljån im Osten des Nationalparks, dessen Wassermassen auf das 500-fache anschwollen. Durch die bis zu 6 Meter hohe Flutwelle wurden ca. 10.000 m² Holz entwurzelt.
Auch die Fauna des Nationalparks ist äußerst reichhaltig und umfasst beispielsweise Braunbär, Luchs, Biber, Fischotter, Berg- und Waldlemming und Elch. Wolf, Vielfraß und Polarfuchs kommen seltener vor, das Rentier fehlt hier. Die Vogelfauna weist Steinadler, Auerhuhn und Moorschneehuhn auf, als Charaktervogel des Nationalparks gilt der Unglückshäher.

## Infrastruktur
Das  Besucherzentrum des Nationalparks liegt im Ort Mörkret ca. 20 km westlich von Särna im Nordosten des Fulufjälls nahe dem Wasserfall Njupeskär. 140 km markierte Wanderwege führen durch den Park, darunter mit dem südlichen Abschnitt des Kungsleden auch der bekannteste Fernwanderweg Schwedens. Es gibt 15 Rasthütten, darunter auch für Übernachtungen geeignete Selbstversorgerhütten. In der Kernzone sind Aktivitäten, die das Naturerlebnis stören könnten, verboten. In den Randgebieten gibt es Elchjagd, Sportangeln, Bootsverleih und Schneemobilfahrten auf festgelegten Routen.

## Fulufjället-Galerie

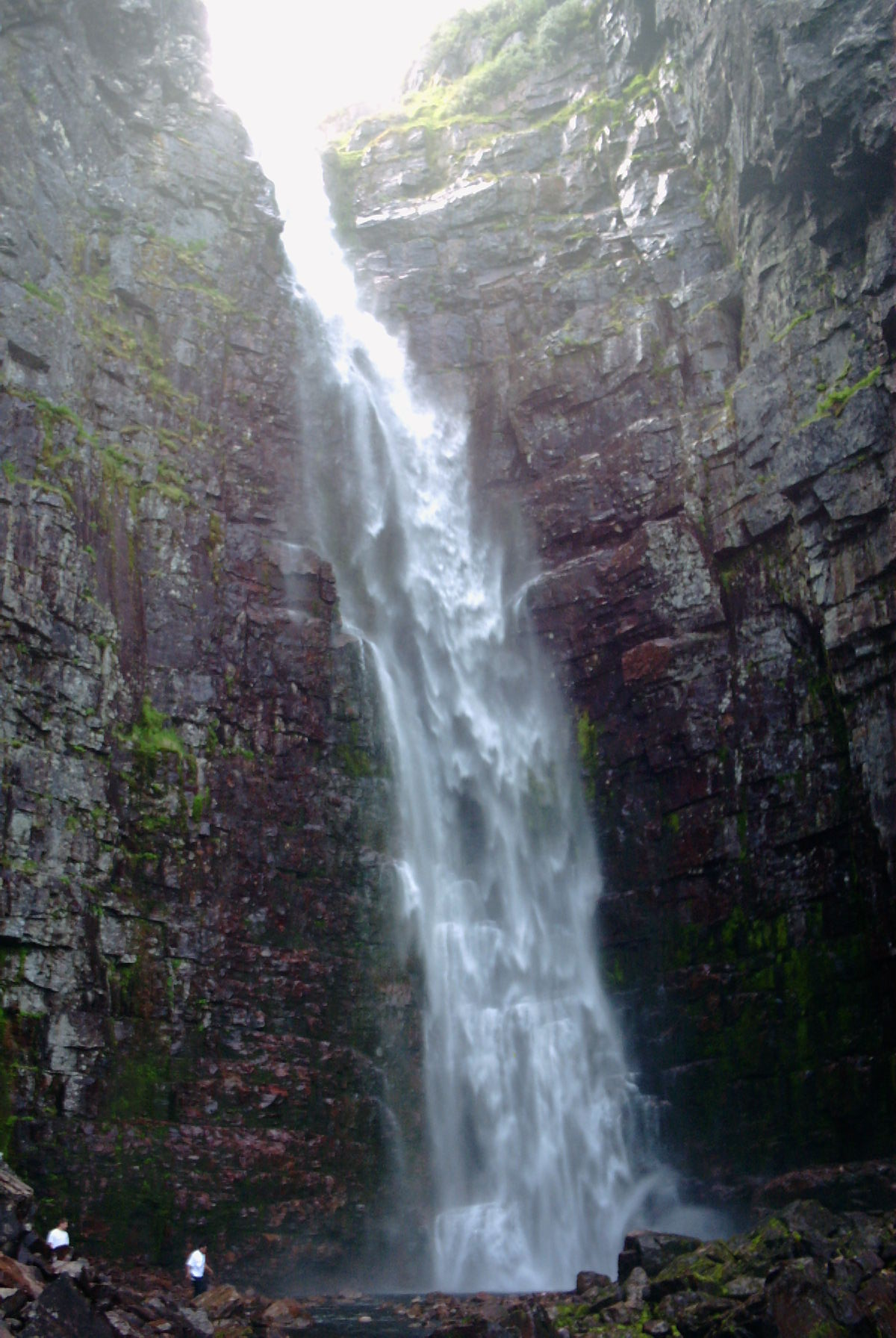
Njupeskär
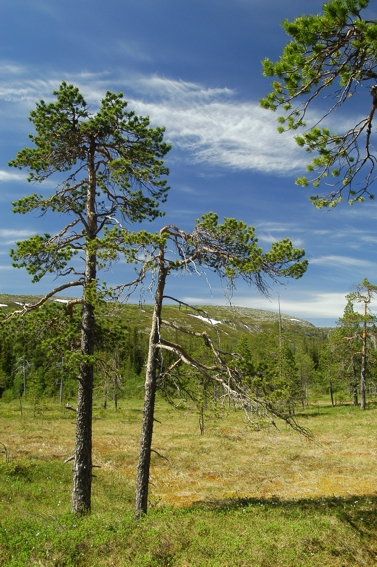
Das Hochmoor
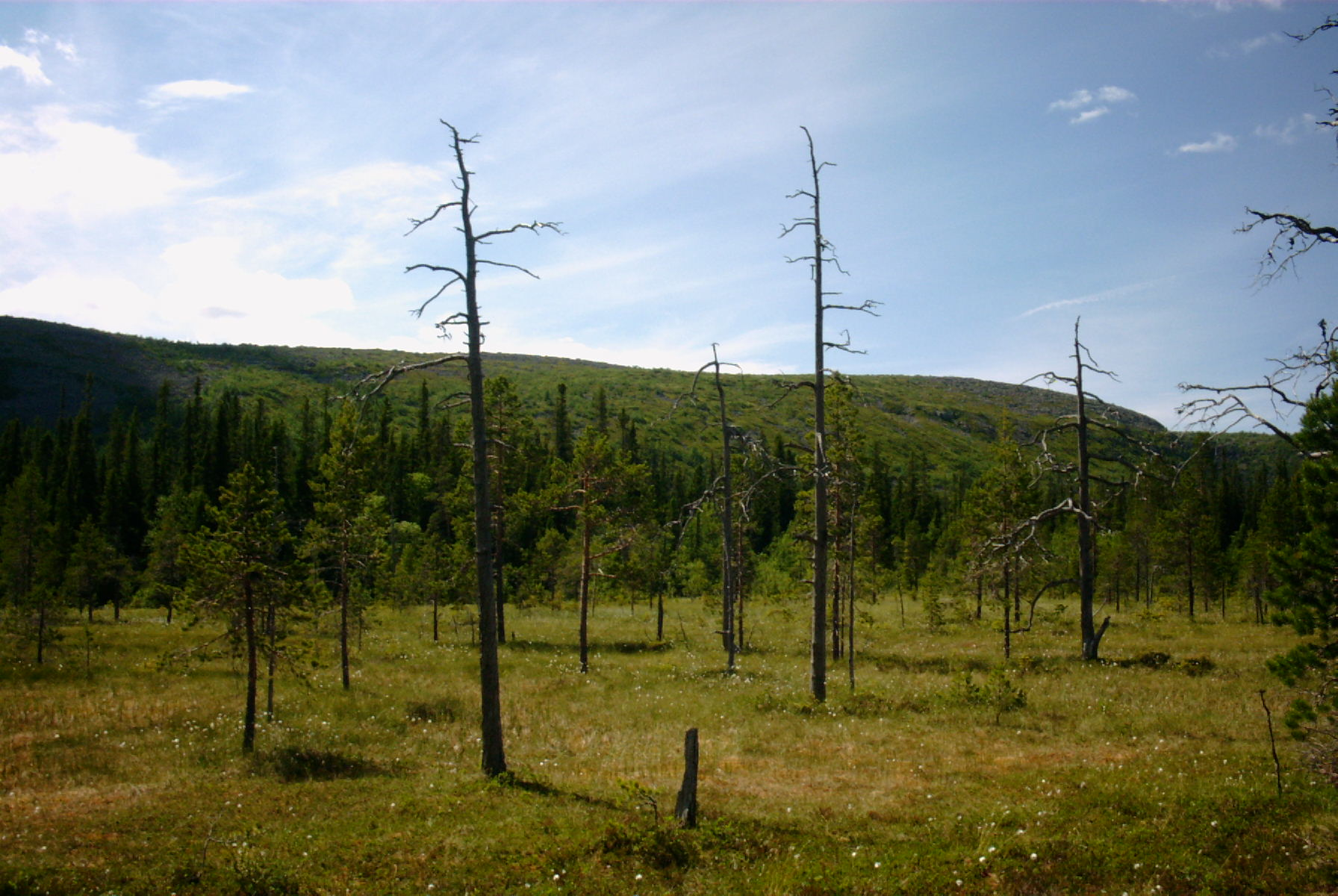
Landschaft in Fulufjället
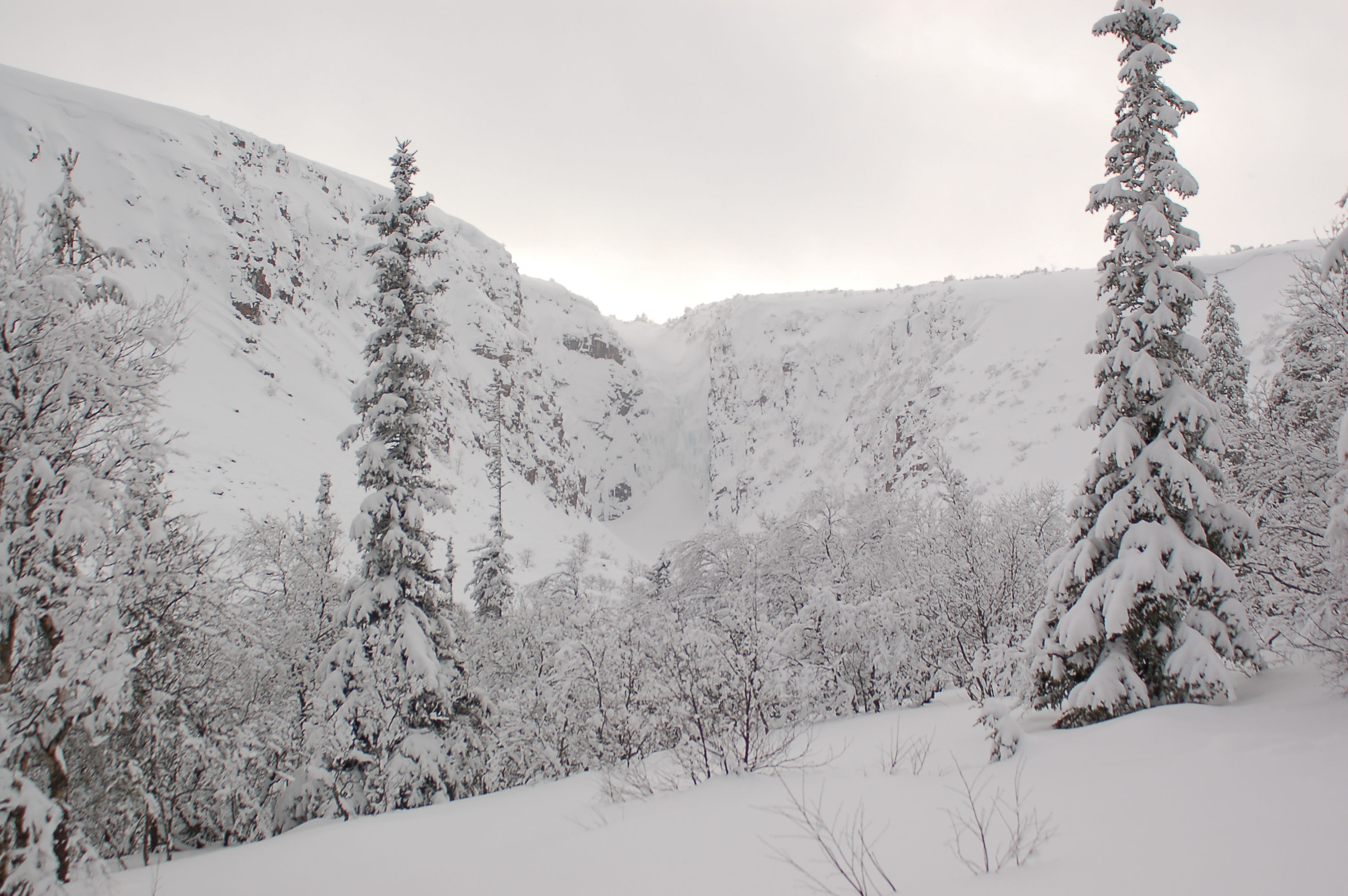
Fulufjället im Winter
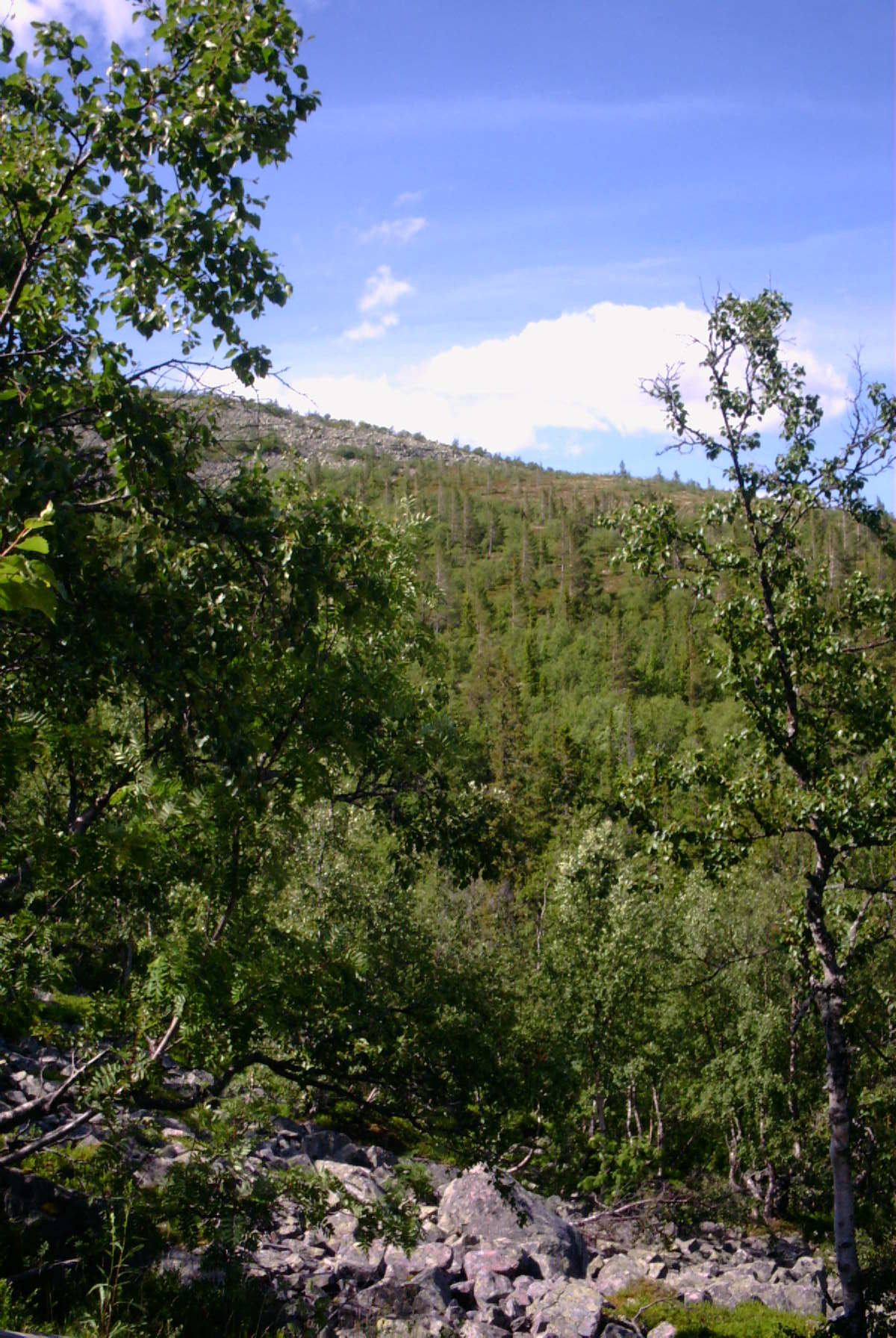
Blick über das Fulufjäll
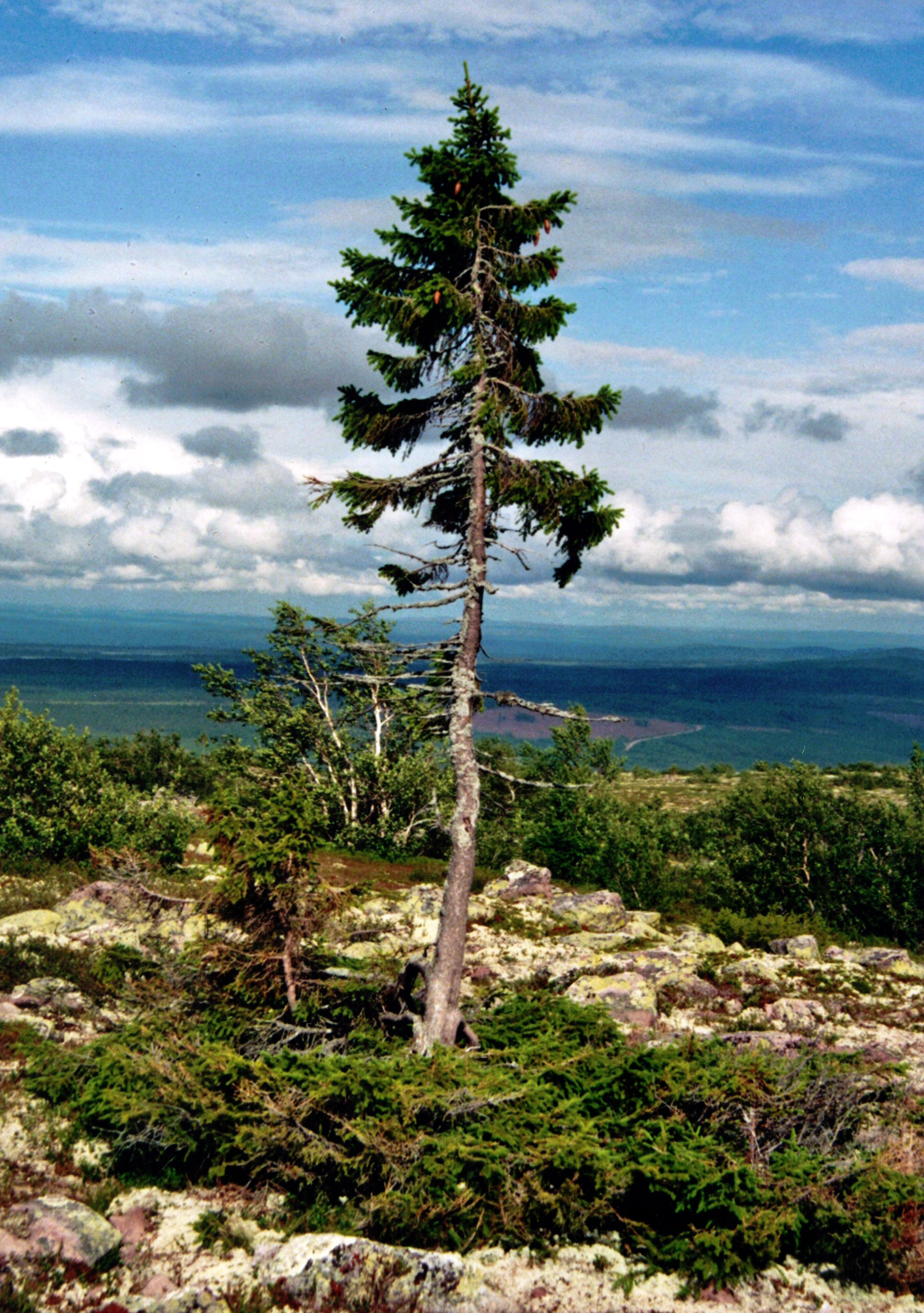
Old Tjikko (der älteste Baum)
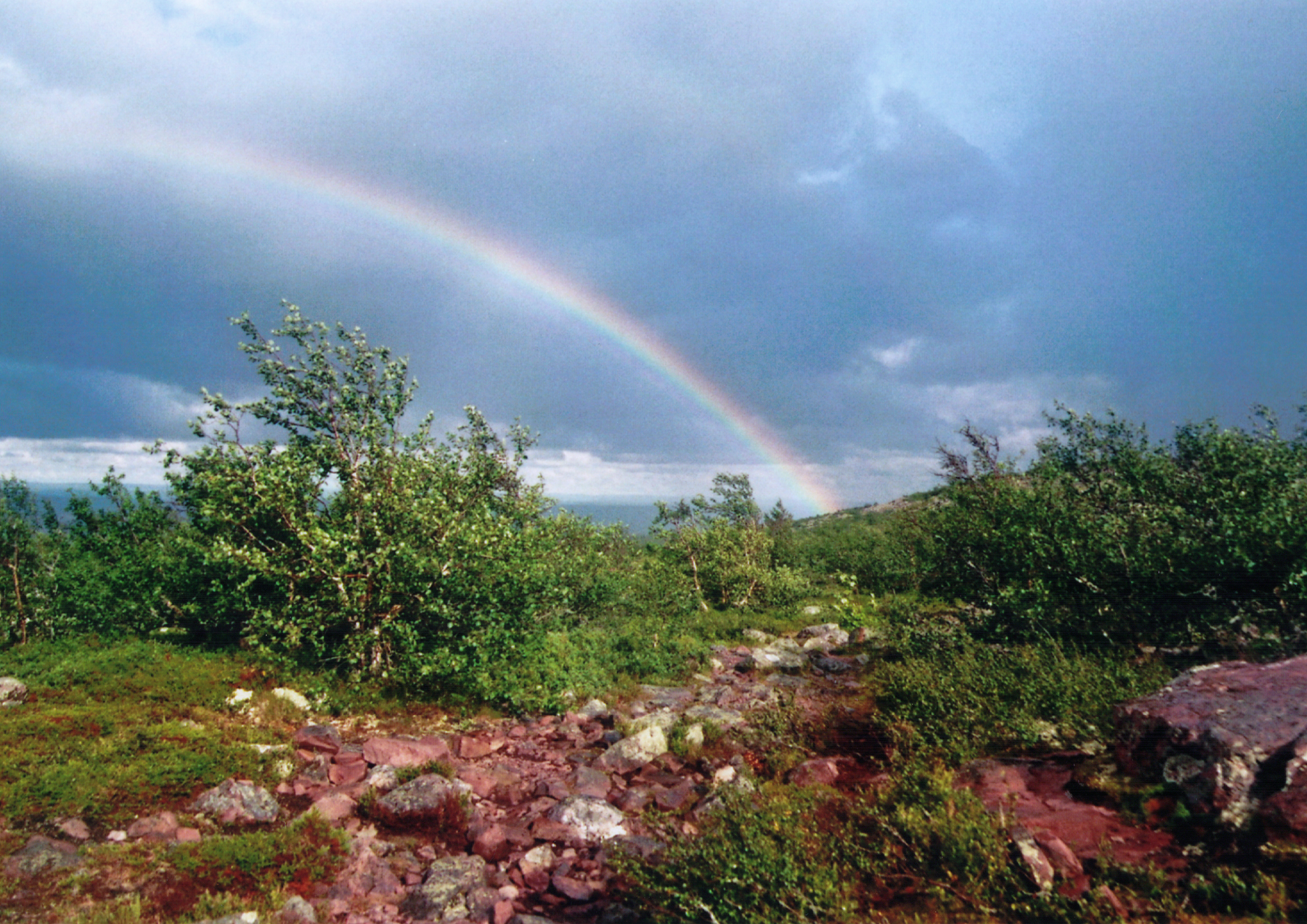
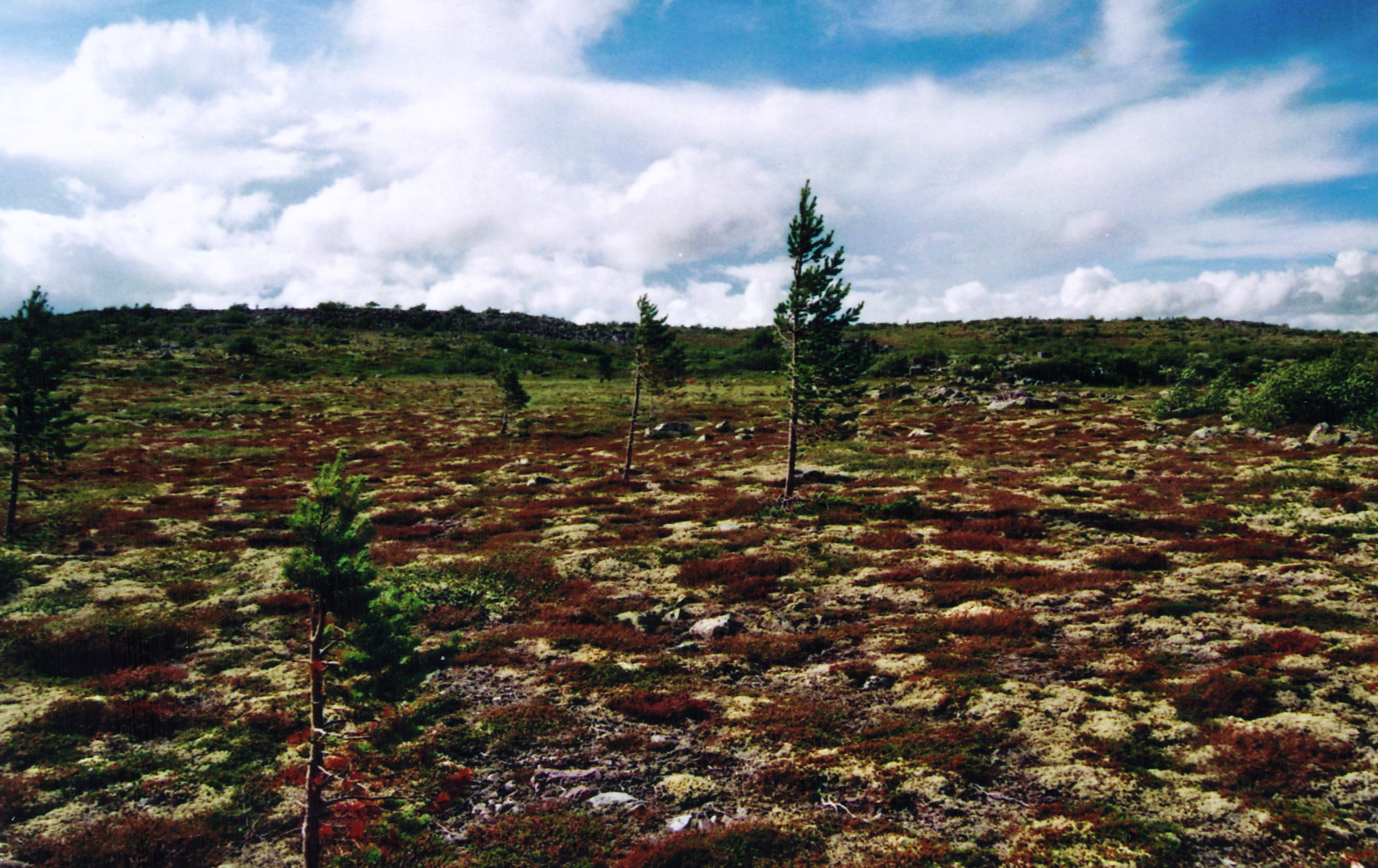
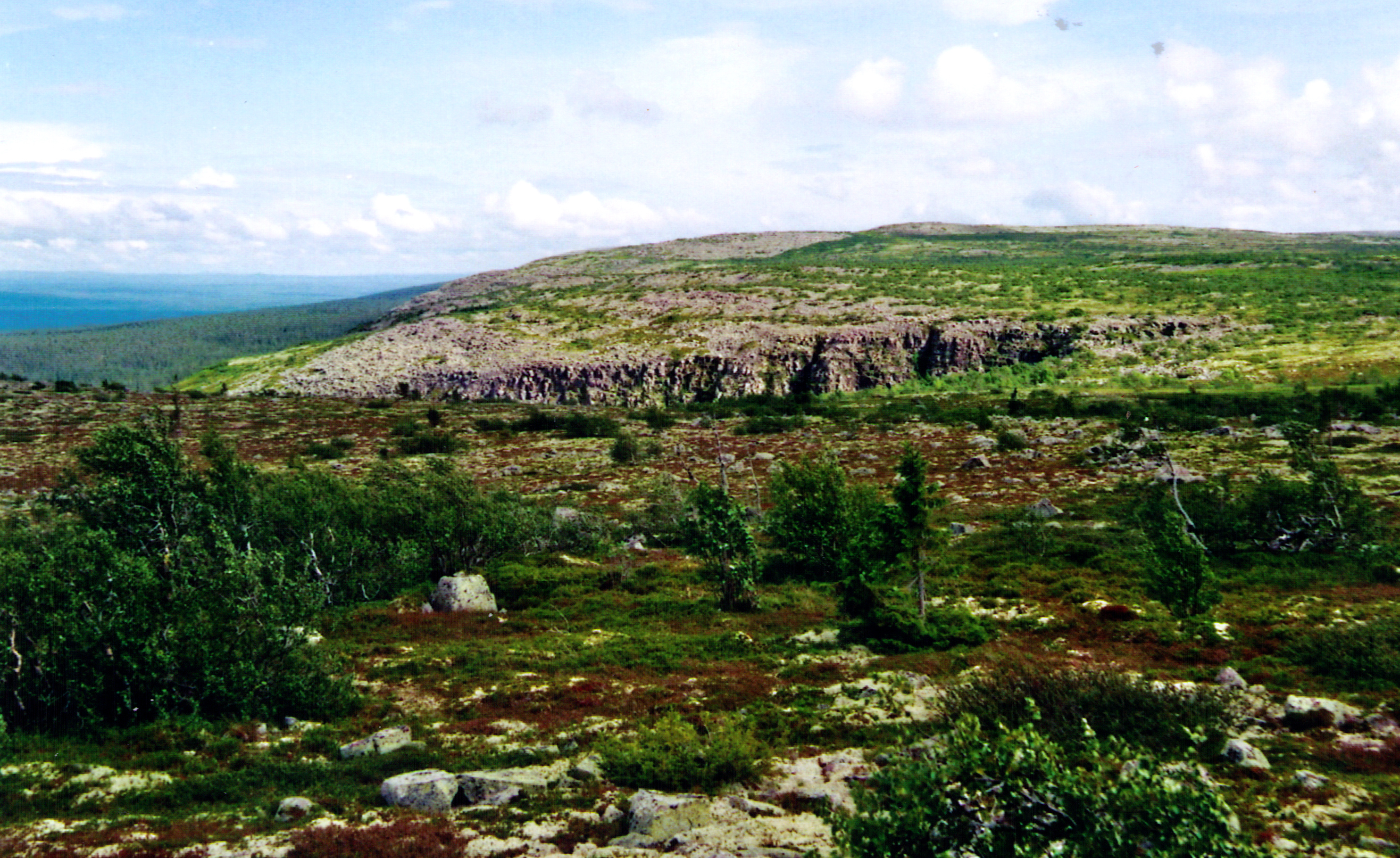
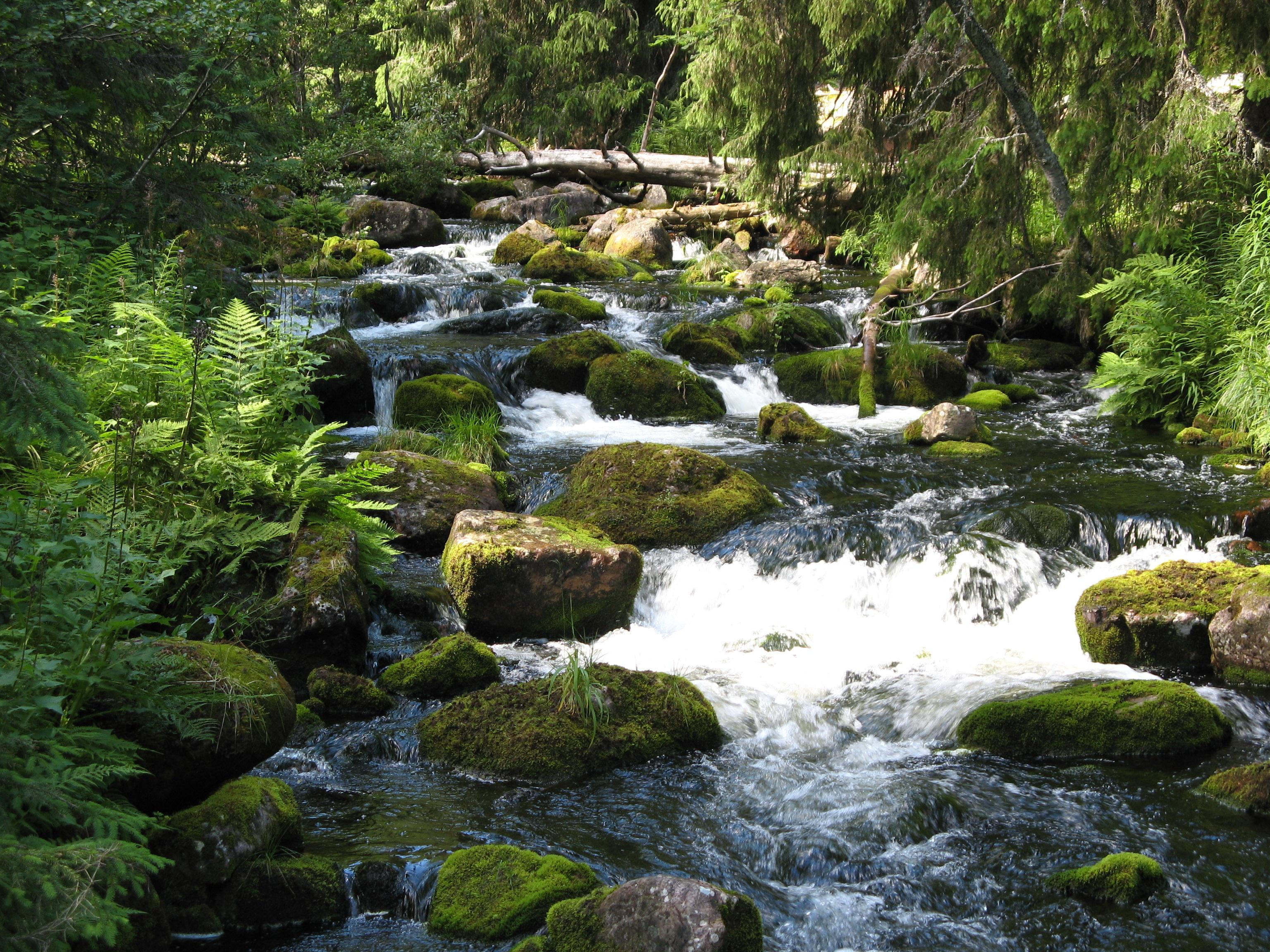
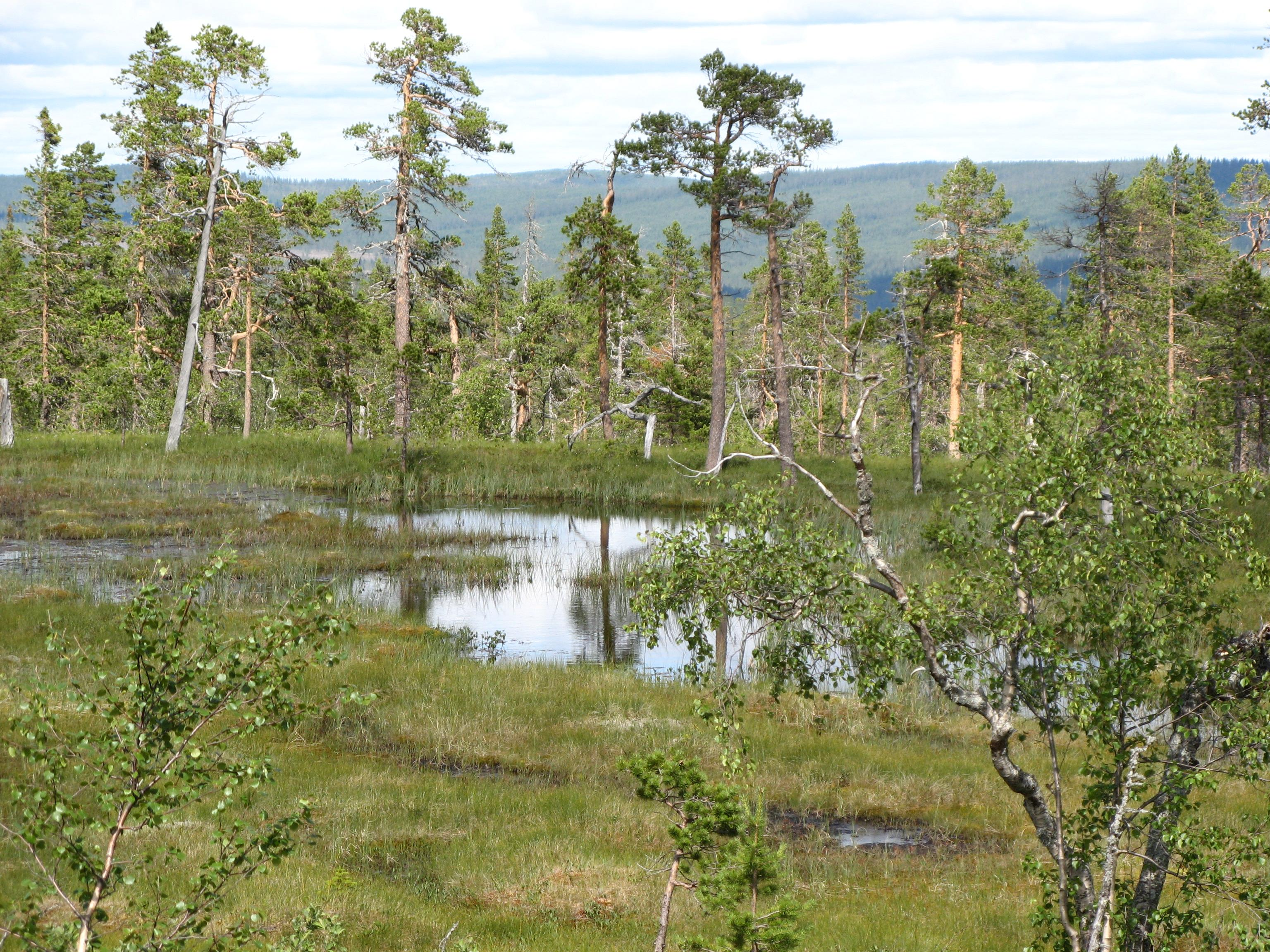

## Karte
- Fulufjället-Sälen. In: Lantmäteriet (Hrsg.): Fjällkartan 1:100 000. W2. Gävle 2007, ISBN 978-91-588-9465-5 (Wanderkarte).